# Ó, áldott szent Istenem
Az Ó, áldott szent Istenem az Oltáriszentségről szóló egyházi ének. Náray György: Lyra Coelestis című énekeskönyvében jelent meg először.
Feldolgozás:
| Szerző       | Mire      | Mű               |
| ------------ | --------- | ---------------- |
| Bárdos Lajos | vegyeskar | Musica Sacra I/2 |

## Kotta és dallam
| Ó áldott szent Istenem, az Oltáriszentségben, Édes Jézus. Téged szívem úgy kíván, Tégedet én lelkem vár, Édes Jézus, édes Jézus. | Ó lelkem, szent Jegyesem, méltán ki-ki szeressen, Téged, Jézus. Minden kincset megvessen, csak Tégedet keressen, Édes Jézus, édes Jézus. |
| Maradj nálam kevéssé, tedd szívemet édessé, Uram Jézus. Ám tégy engem semmivé, csak szívem tedd Tieddé, Édes Jézus, édes Jézus.  | Emberek és angyalok, most mind előálljatok És a Jézust Teljes szívvel áldjátok, jertek és imádjátok Édes Jézust, édes Jézust.            |

## Felvételek
- Zenék: Ó áldott szent Istenem. Tudásháló (Hozzáférés: 2017. február 5.) (audió) arch
- Ó, áldott szent Istenem - Oltáriszentségről. www.szolgalohittan.hu (Hozzáférés: 2017. február 5.) (audió) arch
- SzVU 126. YouTube (2011. január 1.)  (Hozzáférés: 2017. február 5.) (audió) orgona előjáték